# Phanerotoma capeki
Phanerotoma capeki är en stekelart som beskrevs av Van Achterberg 1990. Phanerotoma capeki ingår i släktet Phanerotoma och familjen bracksteklar. Inga underarter finns listade i Catalogue of Life.